# In the Grey
In the Grey är en kommande amerikansk actionthrillerfilm. Den är skriven och regisserad av Guy Ritchie, samt producerad av filmbolaget Black Bear Pictures. De större rollerna i filmen kommer att spelas av Henry Cavill, Jake Gyllenhaal och Eiza González.
Inspelningen av filmen satte igång på spanska Teneriffa och Kanarieöarna, under september månad 2023. Produktionen beviljades innan dess med ett interimsavtal, så att dess skådespelare skulle få möjlighet till att genomföra inspelningen av denna film, trots omständigheterna kring den då pågående Hollywoodstrejken i USA.
Filmen var ursprungligen planerad att ha biopremiär i USA den 17 januari 2025, men detta datum sköts upp.

## Rollista
| Henry Cavill    |
| Jake Gyllenhaal |
| Eiza González   |
| Carlos Bardem   |
| Fisher Stevens  |
| Rosamund Pike   |